# Saison 1 de Bienvenue chez les Loud
Chronologie
Saison 2
Cet article présente les épisodes de la première saison de la série télévisée d'animation américaine Bienvenue chez les Loud diffusée du 2 mai au 8 novembre 2016 sur Nickelodeon.
En France, la première saison est diffusée du 16 mai au 26 octobre 2016 sur Nickelodeon France et rediffusée du 2 septembre au 28 octobre 2017 sur Gulli.
C'est la seule saison ou on ne voit pas le visage des parents. C'est aussi la saison la moins diffusée de toutes les saisons.

## Diffusion
- États-Unis : du 2 mai 2016 au 8 novembre 2016 sur Nickelodeon.
- France : 
  - Du 16 mai 2016 au 26 octobre 2016 sur Nickelodeon France.
  - Du 2 septembre 2017 au 28 octobre 2017 sur Gulli.

## Épisodes

### Épisode 1:Dans le noir
- États-Unis : 2 mai 2016 sur Nickelodeon
- France :
  - 16 mai 2016 sur Nickelodeon France
  - 2 septembre 2017 sur Gulli

### Épisode 2:Message reçu
- États-Unis : 2 mai 2016 sur Nickelodeon
- France :
  - 16 mai 2016 sur Nickelodeon France
  - 2 septembre 2017 sur Gulli

### Épisode 3:L'Amour vache
- États-Unis : 3 mai 2016 sur Nickelodeon
- France :
  - 17 mai 2016 sur Nickelodeon France
  - 2 septembre 2017 sur Gulli

### Épisode 4:Le Trophée
- États-Unis : 3 mai 2016 sur Nickelodeon
- France :
  - 17 mai 2016 sur Nickelodeon France
  - 2 septembre 2017 sur Gulli

### Épisode 5:Leni comme c'est pas permis
- États-Unis : 9 mai 2016 sur Nickelodeon
- France : 
  - 23 mai 2016 sur Nickelodeon France
  - 16 septembre 2017 sur Gulli

### Épisode 6:Quand Lori n'est pas là, les souris dansent
- États-Unis : 10 mai 2016 sur Nickelodeon
- France :
  - 23 mai 2016 sur Nickelodeon France
  - 2 septembre 2017 sur Gulli

### Épisode 7:La Super Place
- États-Unis : 11 mai 2016 sur Nickelodeon
- France :
  - 24 mai 2016 sur Nickelodeon France
  - 2 septembre 2017 sur Gulli

### Épisode 8:La Table des grands
- États-Unis : 11 mai 2016 sur Nickelodeon
- France :
  - 24 mai 2016 sur Nickelodeon France
  - 2 septembre 2017 sur Gulli

### Épisode 9:L'Exposé
- États-Unis : 12 mai 2016 sur Nickelodeon
- France :
  - 25 mai 2016 sur Nickelodeon France
  - 3 septembre 2017 sur Gulli

### Épisode 10:Des vacances pas de tout repos
- États-Unis : 12 mai 2016 sur Nickelodeon
- France : 
  - 25 mai 2016 sur Nickelodeon France
  - 23 septembre 2017 sur Gulli

### Épisode 11:Un silence assourdissant
- États-Unis : 19 mai 2016 sur Nickelodeon
- France :
  - 23 mai 2016 sur Nickelodeon France
  - 9 septembre 2017 sur Gulli

### Épisode 12:L'Envahisseur
- États-Unis : 20 mai 2016 sur Nickelodeon
- France :
  - 26 mai 2016 sur Nickelodeon France
  - 16 septembre 2017 sur Gulli

### Épisode 13:La Photo parfaite
- États-Unis : 11 mai 2016 sur Nickelodeon
- France : 
  - 24 mai 2016 sur Nickelodeon France
  - 16 septembre 2017 sur Gulli

### Épisode 14:Un peu de tenue
- États-Unis : 12 mai 2016 sur Nickelodeon
- France : 
  - 24 mai 2016 sur Nickelodeon France
  - 23 septembre 2017 sur Gulli

### Épisode 15:Une piscine pour les Loud
- États-Unis : 13 mai 2016 sur Nickelodeon
- France : 
  - 25 mai 2016 sur Nickelodeon France
  - 24 septembre 2017 sur Gulli

### Épisode 16:Tout le monde adore Lily
- États-Unis : 18 mai 2016 sur Nickelodeon
- France :
  - 25 mai 2016 sur Nickelodeon France
  - 3 septembre 2017 sur Gulli

### Épisode 17:La Soirée pyjama
- États-Unis : 20 juillet 2016 sur Nickelodeon[N 1]
- France :
  - 26 mai 2016 sur Nickelodeon France
  - 3 septembre 2017 sur Gulli

### Épisode 18:Le Grand Ménage
- États-Unis : 7 juin 2016 sur Nickelodeon[N 1]
- France :
  - 26 mai 2016 sur Nickelodeon France
  - 9 septembre 2017 sur Gulli

### Épisode 19:La Récupération
- États-Unis : 16 mai 2016 sur Nickelodeon
- France :
  - 27 mai 2016 sur Nickelodeon France
  - 9 septembre 2017 sur Gulli

- Mason Vaughan : Papa Wheelie
- Blake Bertrand : Flat Tire

### Épisode 20:Mensonge et Punition
- États-Unis : 17 mai 2016 sur Nickelodeon
- France : 
  - 27 mai 2016 sur Nickelodeon France
  - 30 septembre 2017 sur Gulli

### Épisode 21:L'Effet papillon
- États-Unis : 9 juin 2016 sur Nickelodeon[N 2]
- France : 
  - 30 mai 2016 sur Nickelodeon France
  - 30 septembre 2017 sur Gulli

### Épisode 22:La Maison verte
- Juliocesar Chavez : Lance

### Épisode 23:Une araignée au plafond
- États-Unis : 4 mai 2016 sur Nickelodeon
- France : 
  - 31 mai 2016 sur Nickelodeon France
  - 10 septembre 2017 sur Gulli

### Épisode 24:Grève et Paix
- États-Unis : 4 mai 2016 sur Nickelodeon
- France : 
  - 31 mai 2016 sur Nickelodeon France
  - 10 septembre 2017 sur Gulli

### Épisode 25:Rock 'n' roll
- États-Unis : 6 juin 2016 sur Nickelodeon[N 3]
- France : 
  - 1er juin 2016 sur Nickelodeon France
  - 1er octobre 2017 sur Gulli

### Épisode 26:La Chasse au trésor
- États-Unis : 10 juin 2016 sur Nickelodeon[N 3]
- France :
  - 1er juin 2016 sur Nickelodeon France
  - 10 septembre 2017 sur Gulli

### Épisode 27:La Princesse et Grenouille
États-Unis : 21 juin 2016 sur Nickelodeon
- France :
  - 10 octobre 2016 sur Nickelodeon France
  - 10 septembre 2017 sur Gulli

### Épisode 28:Deux garçons et un couffin
- États-Unis : 19 juillet 2016 sur Nickelodeon[N 5]
- France :
  - 10 octobre 2016 sur Nickelodeon France
  - 11 octobre 2017 sur Gulli

### Épisode 29:Les Sœurs à la rescousse
- États-Unis : 1er août 2016 sur Nickelodeon
- France : 
  - 11 octobre 2016 sur Nickelodeon France
  - 7 octobre 2017 sur Gulli

### Épisode 30:Double Rendez-vous
- États-Unis : 4 août 2016 sur Nickelodeon
- France : 
  - 11 octobre 2016 sur Nickelodeon France
  - 12 octobre 2017 sur Gulli

### Épisode 31:En manque d'attention
- États-Unis : 3 août 2016 sur Nickelodeon
- France : 
  - 12 octobre 2016 sur Nickelodeon France
  - 13 octobre 2017 sur Gulli

### Épisode 32:Frime en limousine
- États-Unis : 2 août 2016 sur Nickelodeon
- France : 
  - 12 octobre 2016 sur Nickelodeon France
  - 13 octobre 2017 sur Gulli

- Alan Ruck

### Épisode 33:Musique en famille
- États-Unis : 18 juillet 2016 sur Nickelodeon
- France : 
  - 13 octobre 2016 sur Nickelodeon France
  - 14 octobre 2017 sur Gulli

### Épisode 34:Tout un roman!
- États-Unis : 22 juin 2016 sur Nickelodeon
- France : 
  - 13 octobre 2016 sur Nickelodeon France
  - 14 octobre 2017 sur Gulli

### Épisode 35:Poison d'avril
- États-Unis : 23 septembre 2016 sur Nickelodeon[N 6]
- France :
  - 14 octobre 2016 sur Nickelodeon France
  - 15 octobre 2017 sur Gulli

### Épisode 36:Céréales à tout prix
- États-Unis : 18 octobre 2016 sur Nickelodeon[N 6]
- France :
  - 14 octobre 2016 sur Nickelodeon France
  - 17 octobre 2017 sur Gulli

### Épisode 37:Lincoln Loud, le gourou des filles
- États-Unis : 13 septembre 2016 sur Nickelodeon
- France :
  - 17 octobre 2016 sur Nickelodeon France
  - 18 octobre 2017 sur Gulli

### Épisode 38:Tout doit disparaître
- États-Unis : 12 septembre 2016 sur Nickelodeon
- France : 
  - 17 octobre 2016 sur Nickelodeon France
  - 18 octobre 2017 sur Gulli

### Épisode 39:À la dure
- États-Unis : 14 septembre 2016 sur Nickelodeon
- France : 
  - 18 octobre 2016 sur Nickelodeon France
  - 19 octobre 2017 sur Gulli

### Épisode 40:Une fête à ne pas rater!
- États-Unis : 15 septembre 2016 sur Nickelodeon
- France : 
  - 18 octobre 2016 sur Nickelodeon France
  - 19 octobre 2017 sur Gulli

- Daniel DiVenere

### Épisode 41:Le Football
- États-Unis : 16 septembre 2016 sur Nickelodeon
- France : 
  - 19 octobre 2016 sur Nickelodeon France
  - 20 octobre 2017 sur Gulli

- Wade Williams
- Joshua Rush
- Mateus Ward
- Wilber Zaldivar

### Épisode 42:Lucy, la voyante
- États-Unis : 19 octobre 2016 sur Nickelodeon[N 7]
- France :
  - 19 octobre 2016 sur Nickelodeon France
  - 23 octobre 2017 sur Gulli

### Épisode 43:Au bal caché, ohé ohé
- États-Unis : 19 septembre 2016 sur Nickelodeon
- France :
  - 20 octobre 2016 sur Nickelodeon France
  - 23 octobre 2017 sur Gulli

- Pamela Adlon

### Épisode 44:La Fête fréro-raine
- États-Unis : 20 septembre 2016 sur Nickelodeon
- France : 
  - 20 octobre 2016 sur Nickelodeon France
  - 23 octobre 2017 sur Gulli

### Épisode 45:Marre des filles
- États-Unis : 17 octobre 2016 sur Nickelodeon
- France : 
  - 21 octobre 2016 sur Nickelodeon France
  - 23 octobre 2017 sur Gulli

- Seth Green
- Sean Astin

### Épisode 46:La Cafteuse
- États-Unis : 21 septembre 2016 sur Nickelodeon
- France : 
  - 21 octobre 2016 sur Nickelodeon France
  - 24 octobre 2017 sur Gulli

### Épisode 47:Drôle d'affaire
- États-Unis : 7 novembre 2016 sur Nickelodeon[N 8]
- France : 
  - 24 octobre 2016 sur Nickelodeon France
  - 24 octobre 2017 sur Gulli

### Épisode 48:Jour de neige
- États-Unis : 8 novembre 2016 sur Nickelodeon[N 8]
- France :
  - 24 octobre 2016 sur Nickelodeon France
  - 24 octobre 2017 sur Gulli

### Épisode 49:Même pas peur
- États-Unis : 15 octobre 2016 sur Nickelodeon
- France : 
  - 25 octobre 2016 sur Nickelodeon France
  - 28 octobre 2017 sur Gulli

### Épisode 50:La Morve aux trousses
- États-Unis : 15 octobre 2016 sur Nickelodeon
- France : 
  - 25 octobre 2016 sur Nickelodeon France
  - 25 octobre 2017 sur Gulli

### Épisode 51:Galères scolaires
- États-Unis : 20 octobre 2016 sur Nickelodeon
- France :
  - 26 octobre 2016 sur Nickelodeon France
  - 25 octobre 2017 sur Gulli

### Épisode 52:Tempête à la maison
- États-Unis : 8 novembre 2016 sur Nickelodeon
- France : 
  - 26 octobre 2016 sur Nickelodeon France
  - 25 octobre 2017 sur Gulli